# SN 2002jh
SN 2002jh – supernowa typu Ia odkryta 12 listopada 2002 roku w galaktyce A042729+0601. W momencie odkrycia miała maksymalną jasność 18,40m.